# Elena Pianta
Elena Pianta (Asti, 30 agosto 1973) è una fumettista italiana.

## Biografia
Dopo essersi diplomata all'Istituto Europeo di Design di Torino, lavora presso alcuni studi grafici del capoluogo piemontese.
Successivamente, entra nel settore fumettistico dalla porta principale, disegnando per Legs Weaver della Sergio Bonelli Editore, quindi viene arruolata nello staff di disegnatori di Gregory Hunter e, alla chiusura della testata, disegna storie per Agenzia Alfa e Asteroide Argo.
Ha collaborato anche con la Disney Italia disegnando due numeri per la testata fantascientifica Kylion.